# Batman and Harley Quinn
Batman and Harley Quinn é um filme de animação dos Estados Unidos dos gêneros Comédia, Ação, Mistério e Superaventura de 2017, produzido pela Warner Bros. Animation e distribuído pela Warner Home Video. É o vigésimo nono filme da série DC Universe Animated Original Movies e é escrito por Jim Krieg e Bruce Timm, que também trabalhou em Batman: The Animated Series. Foi lançado em cinemas dos Estados Unidos por uma noite apenas em 14 de agosto de 2017.

## Sinopse
Batman e Asa Noturna formam uma aliança incômoda, mas necessária, com Arlequina para impedir que Hera Venenosa e Homem Florônico transformem pessoas em plantas.

## Elenco
- Kevin Conroy como Batman / Bruce Wayne
- Loren Lester como Asa Noturna / Dick Grayson
- Melissa Rauch como Arlequina / Dr. Harleen Quinzel
- Paget Brewster como Hera Venenosa / Pamela Isley
- Kevin Michael Richardson como Homem Florônico / Jason Woodrue[4]
- John DiMaggio como Monstro do Pântano / Alec Holland,[5] Sarge Steel[4]
- Bruce Timm como Gladiador Dourado / Michael J. Carter